# Верхня Ваєньга
Верхня Ваєньга (рос. Верхняя Ваеньга) — присілок в Виноградовському районі Архангельської області Російської Федерації.
Населення становить 18 осіб. Органом місцевого самоврядування до 2021 року було Осиновське муніципальне утворення.

## Історія
Від 1937 року належить до Архангельської області.
Від 2004 року належить до муніципального утворення Осиновське муніципальне утворення.

## Населення
| 2002 | 2010 | 2012 |
| ---- | ---- | ---- |
| 48   | ↘31  | ↘18  |